# سمیونوو-پوکروفسکویه
سمیونوو-پوکروفسکویه (انگلیسی: Semyono-Pokrovskoye) یک شهرک در شهرستان کوگارچینسکی جمهوری باشقیرستان در کشور روسیه است.